# Ježíšovy výroky na kříži

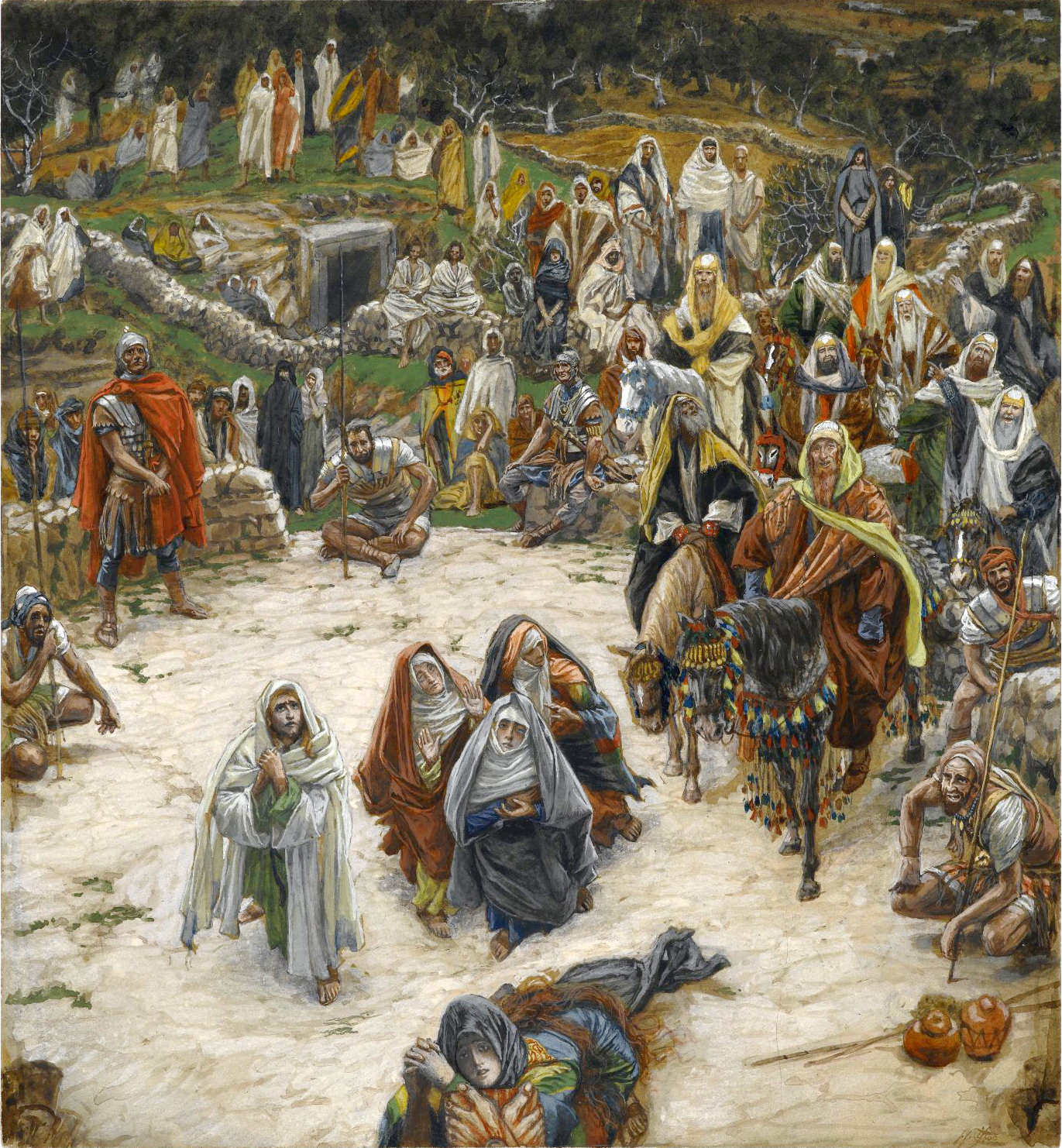
Ukřižování z pohledu od kříže, James Tissot, asi 1890

Ježíšovy výroky na kříži (někdy nazývané Sedm posledních slov z kříže) je sedm biblických výroků připisovaných Ježíši během jeho ukřižování. Tradičně se těmto krátkým výrokům říká „slova“.
Sedm výroků je obsaženo ve čtyřech kanonických evangeliích. U Matouše a Marka Ježíš volá k Bohu. V Lukášově evangeliu – Lk 23 (Kral, ČEP) odpouští svým vrahům, uklidňuje kajícího se lotra a svěřuje svého ducha Otci. U Jana mluví ke své matce, říká, že žízní, a oznamuje konec svého pozemského života. To je příklad křesťanského přístupu ke konstrukci evangelijní harmonie, v níž se kombinuje materiál z různých evangelií, čímž vzniká vyprávění, které přesahuje jednotlivá evangelia.
Od 16. století se tyto výroky hojně používají v kázáních na Velký pátek a jejich teologický rozbor byl si vyžádal mnoha vědeckých prací. Sedm posledních slov z kříže je nedílnou součástí liturgie v katolické, protestantské a dalších křesťanských tradicích. Několik skladatelů tyto výroky zhudebnilo.

## Přehled
V následující tabulce je těchto sedm výroků seřazeno podle jejich tradičního pořadí. Všech sedm výroků však nelze nalézt v žádném popisu Ježíšova ukřižování. Toto řazení je harmonizací textů z každého ze čtyř kanonických evangelií. Tři výroky se objevují pouze u Lukáše a tři pouze u Jana. Jeden další výrok se objevuje jak u Matouše, tak u Marka, a další („Dokonáno jest“) je přímo citován pouze u Jana, ale je na něj odkazováno u Matouše a Marka.
Citáty zde a v celém článku jsou převzaty z Českého ekumenického překladu, pokud není uvedeno jinak.
|    | Ježíšovy výroky na kříži                     | Matouš                | Marek                 | Lukáš                 | Jan                       | Slova              |
| -- | -------------------------------------------- | --------------------- | --------------------- | --------------------- | ------------------------- | ------------------ |
| 1. | Otče, odpusť jim, vždyť nevědí, co činí.     |                       |                       | Lk 23, 34 (Kral, ČEP) |                           | Odpuštění          |
| 2. | Amen, pravím ti, dnes budeš se mnou v ráji.  |                       |                       | Lk 23, 43 (Kral, ČEP) |                           | Spása              |
| 3. | Ženo, hle, tvůj syn! a Hle, tvá matka!       |                       |                       |                       | Jan 19, 26–27 (Kral, ČEP) | Vztah              |
| 4. | Bože můj, Bože můj, proč jsi mě opustil?     | Mt 27, 46 (Kral, ČEP) | Mk 15, 34 (Kral, ČEP) |                       |                           | Opuštěnost         |
| 5. | Žízním.                                      |                       |                       |                       | Jan 19, 28 (Kral, ČEP)    | Utrpení            |
| 6. | Dokonáno jest.                               |                       |                       |                       | Jan 19, 30 (Kral, ČEP)    | Triumf (vítězství) |
| 7. | Otče, do tvých rukou odevzdávám svého ducha. |                       |                       | Lk 23, 46 (Kral, ČEP) |                           | Sjednocení         |

### Teologické interpretace
Tradičně se těmto sedmi výrokům říká slova:
1. Odpuštění,
2. Spása,
3. Vztah,
4. Opuštěnost,
5. Utrpení,
6. Triumf (vítězství) a
7. Sjednocení.[1]

Tyto výroky jsou součástí křížové cesty, křesťanské meditace, která se často používá během postní doby, Svatého týdne a Velkého pátku.
Dominikánský spisovatel Timothy Radcliffe považuje číslo sedm za významné, protože je v Bibli číslem dokonalosti. Píše, že když Bůh stvořil svět za sedm dní, „těchto sedm slov patří k Božímu dovršení tohoto stvoření“.

### Historicita
James Dunn považuje sedm výroků za slabě zakořeněné v tradici a považuje je za součást rozpracování v různých vyprávěních o Ježíšových posledních hodinách. Argumentuje však ve prospěch pravosti Markova/Matoušova výroku, v němž se Ježíš zřejmě označuje za Bohem opuštěného. Pro ranou církev by to bylo trapné, a proto by si ho pravděpodobně nevymyslela. Leslie Houlden se domnívá, že Lukáš tento výrok možná záměrně vyloučil ze svého evangelia, protože se nehodil do modelu Ježíše, který prezentoval.
Michael Licona se domnívá, že Jan upravil Ježíšovy autentické výroky zaznamenané u Matouše, Marka a Lukáše. Tam, kde podle Matouše a Marka Ježíš cituje Žalm – Ž 22, 1 (Kral, ČEP), Jan zaznamenává, že „aby se naplnilo Písmo, Ježíš řekl: ,Žíznímʻ“. Ježíšova poslední slova zaznamenaná u Lukáše jsou u Jana zjednodušena na „Dokonáno jest“.

## Sedm výroků

### 1. Otče, odpusť jim, vždyť nevědí, co činí
Ježíš řekl: „Otče, odpusť jim, vždyť nevědí, co činí.“
— Lk 23, 34 (Kral, ČEP)
Tento první Ježíšův výrok na kříži se tradičně nazývá „Slovo odpuštění“. Teologicky se vykládá jako Ježíšova modlitba za odpuštění pro římské vojáky, kteří ho ukřižovali, a pro všechny ostatní, kteří se podíleli na jeho ukřižování.
Některé rané rukopisy tuto větu v Lukášovi – Lk 23, 34 (Kral, ČEP) neobsahují. Bibličtí badatelé jako Bart Ehrman tvrdí, že ji někteří písaři vynechali kvůli protižidovským náladám kolem 2. století.

### 2. Dnes budeš se mnou v ráji
Ježíš mu odpověděl: „Amen, pravím ti, dnes budeš se mnou v ráji.“
— Lk 23, 43 (Kral, ČEP)
Tento výrok se tradičně nazývá „Slovo spásy“.
Podle Lukášova evangelia byl Ježíš ukřižován mezi dvěma lotry (tradičně nazývanými Dismas a Gesmas), z nichž jeden podporuje Ježíšovu nevinu a žádá ho, aby na něj pamatoval, až přijde do svého království. Ježíš odpovídá: „Amen, pravím ti...“. (ἀμήν λέγω σοί, amēn legō soi), následuje jediný výskyt slova „ráj“ v evangeliích (παραδείσω, paradeisō, původně z perského pairidaeza, „rajská zahrada“).
Zdánlivě jednoduchá změna interpunkce v tomto výroku se stala předmětem doktrinálních rozdílů mezi křesťanskými skupinami vzhledem k tomu, že v původních řeckých textech interpunkce chybí. Katolíci a většina protestantských křesťanů obvykle používají verzi, která zní „dnes budeš se mnou v ráji“. Toto čtení předpokládá přímou cestu do nebe a nemá žádné důsledky pro očistec. Na druhou stranu někteří protestanti, kteří věří ve spánek duše, používají čtení, které zdůrazňuje „dnes ti říkám“, čímž ponechávají možnost, že výrok byl učiněn dnes, ale příchod do nebe může nastat později.

### 3. Ženo, hle, tvůj syn! Hle, tvá matka!

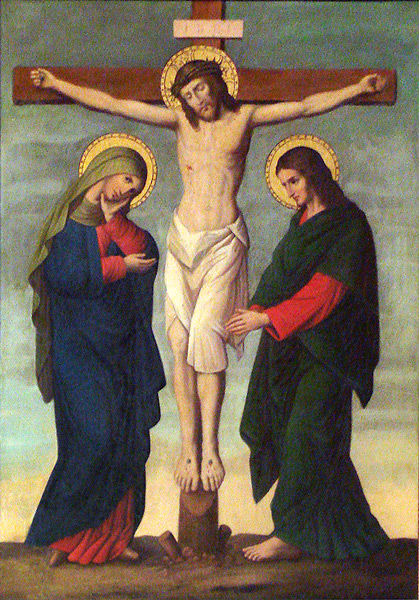
Ukřižování vyobrazené jako Stabat Mater s Pannou Marií, Porto Alegre, Brazílie, 19. století

Když Ježíš spatřil matku a vedle ní učedníka, kterého miloval, řekl matce: „Ženo, hle, tvůj syn!“ Potom řekl tomu učedníkovi: „Hle, tvá matka!“ V tu hodinu ji onen učedník přijal k sobě.
— Jan 19, 26–27 (Kral, ČEP)
Tento výrok se tradičně nazývá „Slovo o vztahu“ a Ježíš v něm svěřuje Marii, svou matku, do péče „učedníka, kterého Ježíš miloval“.
Ježíš také oslovuje svou matku „ženo“ v Jan – Jan 2, 4 (Kral, ČEP). Ačkoli to v češtině zní pohrdavě, řecké slovo je výrazem úcty nebo něhy. Katoličtí komentátoři na základě těchto dvou pasáží často spojují Marii s „ženou“ z Genesis – Gn 3, 15 (Kral, ČEP) a „ženou oděnou sluncem“ ve Zjevení – Zj 12 (Kral, ČEP), a proto považují tento titul „žena“ za důvod k uctívání Marie jako druhé Evy.

### 4. Bože můj, Bože můj, proč jsi mě opustil?
Viz též: Eloi, Eloi, lema sabachtani?
O třetí hodině zvolal Ježíš mocným hlasem: „Eloi, Eloi, lema sabachtani?“, což přeloženo znamená: ‚Bože můj, Bože můj, proč jsi mě opustil?‘
— Mk 15, 34 (Kral, ČEP)
Kolem třetí hodiny zvolal Ježíš mocným hlasem: „Eli, Eli, lema sabachthani?“,to jest: ‚Bože můj, Bože můj, proč jsi mě opustil?‘
— Mt 27, 46 (Kral, ČEP)
Toto je jediný výrok, který se objevuje ve více evangeliích. V obou zprávách byla Ježíšem pronesená slova přeložena z aramejštiny do řečtiny a mezi oběma verzemi jsou drobné rozdíly (Marek: Ἐλωΐ, Ἐλωΐ, λαμὰ σαβαχθανί; Matouš: Ἠλί, Ἠλί, λεμὰ σαβαχθανί). V obou případech se zdá, že σαβαχθανί je řeckou transliterací aramejského שבקתני šəḇaqtanī, což znamená „opustil mě“.
O obou verzích lze říci, že jsou spíše v aramejštině než v blízce příbuzné hebrejštině, a to kvůli slovesu שבק (šbq) „opustit“, které existuje pouze v aramejštině. Hebrejský protějšek tohoto slova, עזב ('zb), je vidět ve druhém řádku starozákonního Žalmu – Ž 22 (Kral, ČEP), který výrok zřejmě cituje. Ježíš tedy necituje kanonickou hebrejskou verzi (ēlī ēlī lāmā 'azabtānī), připisovanou v některých židovských výkladech samotnému králi Davidovi, ale verzi v aramejském targumu (překladu Bible). Dochované aramejské targumy ve svých překladech Žalmu 22 skutečně používají sloveso šbq.
V následujícím verši si v obou vyprávěních někteří, kteří slyší Ježíšovo volání, představují, že volá o pomoc Eliáše (aramejsky Ēlīyā).
Aramejský slovní tvar שבקתני šəḇaqtanī vychází ze slovesa šǝḇaq/šāḇaq, „dovolit, povolit, odpustit a opustit“, s koncovkou dokonavého času -t (2. osoba jednotného čísla: „ty“) a předmětovou příponou -anī (1. osoba jednotného čísla: „já“).
V hebrejštině by se řeklo „אֵלִי אֵלִי, לָמָה עֲזַבְתָּנִי“ (ēlī ēlī, lāmā 'azabtānī, biblickou hebrejštinou, eli eli lama azavtani v moderní hebrejské výslovnosti), zatímco syrsko-aramejská fráze podle Pešity by byla syrská: ܐܝܠܝ ܐܝܠܝ ܠܡܐ ܫܒܩܬܢܝ, romanizováno: ʔēl ʔēl lǝmā šǝḇaqtān – Mt 27, 46 (Kral, ČEP) nebo syrsky: ܐܠܗܝ ܐܠܗܝ ܠܡܢܐ ܫܒܩܬܢܝ, romanizováno: ʾalāh ʾalāh lǝmānā šǝḇaqtān – Mk 15, 34 (Kral, ČEP).
Někteří tento výrok chápou jako opuštění Syna Otcem. Jiný výklad tvrdí, že ve chvíli, kdy Ježíš vzal na sebe hříchy lidstva, se Otec musel od Syna odvrátit, protože Otec má „čistší oči, než aby viděl zlo, a nemůže se dívat na špatnost“. Jiní teologové chápou tento výkřik jako výkřik toho, kdo byl skutečně člověkem a kdo se cítil opuštěn. Vydán na smrt svými nepřáteli, do značné míry opuštěn svými přáteli, mohl se cítit opuštěn i Bohem.
Jiní vidí tato slova v kontextu Žalmu 22 a domnívají se, že Ježíš tato slova, možná dokonce celý žalm, přednesl proto, „aby se ukázal být právě tou bytostí, na kterou se tato slova vztahují, aby židovští zákoníci a lid zkoumali a viděli důvod, proč nechtěl sestoupit z kříže, totiž že právě tento žalm ukázal, že bylo určeno, aby tyto věci vytrpěl.“

### 5. Žízním
Ježíš věděl, že vše je již dokonáno; a proto, aby se až do konce splnilo Písmo, řekl: „Žízním.“
— Jan 19, 28 (Kral, ČEP)
Tento výrok se tradičně nazývá „Slovo utrpení“ a je srovnáván a dáván do kontrastu s Ježíšovým setkáním se Samaritánkou u studny ve 4. kapitole Janova evangelia – Jan 4 (Kral, ČEP).
Tento výrok zaznamenává pouze Jan, ale všechna čtyři evangelia uvádějí, že Ježíšovi bylo nabídnuto k pití trpké víno (pravděpodobně posca). Podle Marka a Matouše byla ve víně namočena houba, která byla Ježíšovi podávána na rákosu; Jan uvádí totéž, ale uvádí, že houba byla připevněna na yzopové větvi. To mohlo mít symbolický význam, protože yzopové ratolesti jsou ve Starém zákoně často zmiňovány v souvislosti s použitím obětní krve k rituálnímu očišťování.
Tento Ježíšův výrok Jan vykládá jako naplnění proroctví uvedeného v Žalmu – Ž 69, 21 (Kral, ČEP): „když jsem žíznil, dali mi pít ocet“; proto citát z Janova evangelia obsahuje poznámku „aby se naplnilo Písmo“. Jeruzalémská bible se odvolává na Žalm – Ž 22, 15 (Kral, ČEP): „jako střep vyschla má síla, jazyk mi přisedl k patru“.

### 6. Dokonáno jest

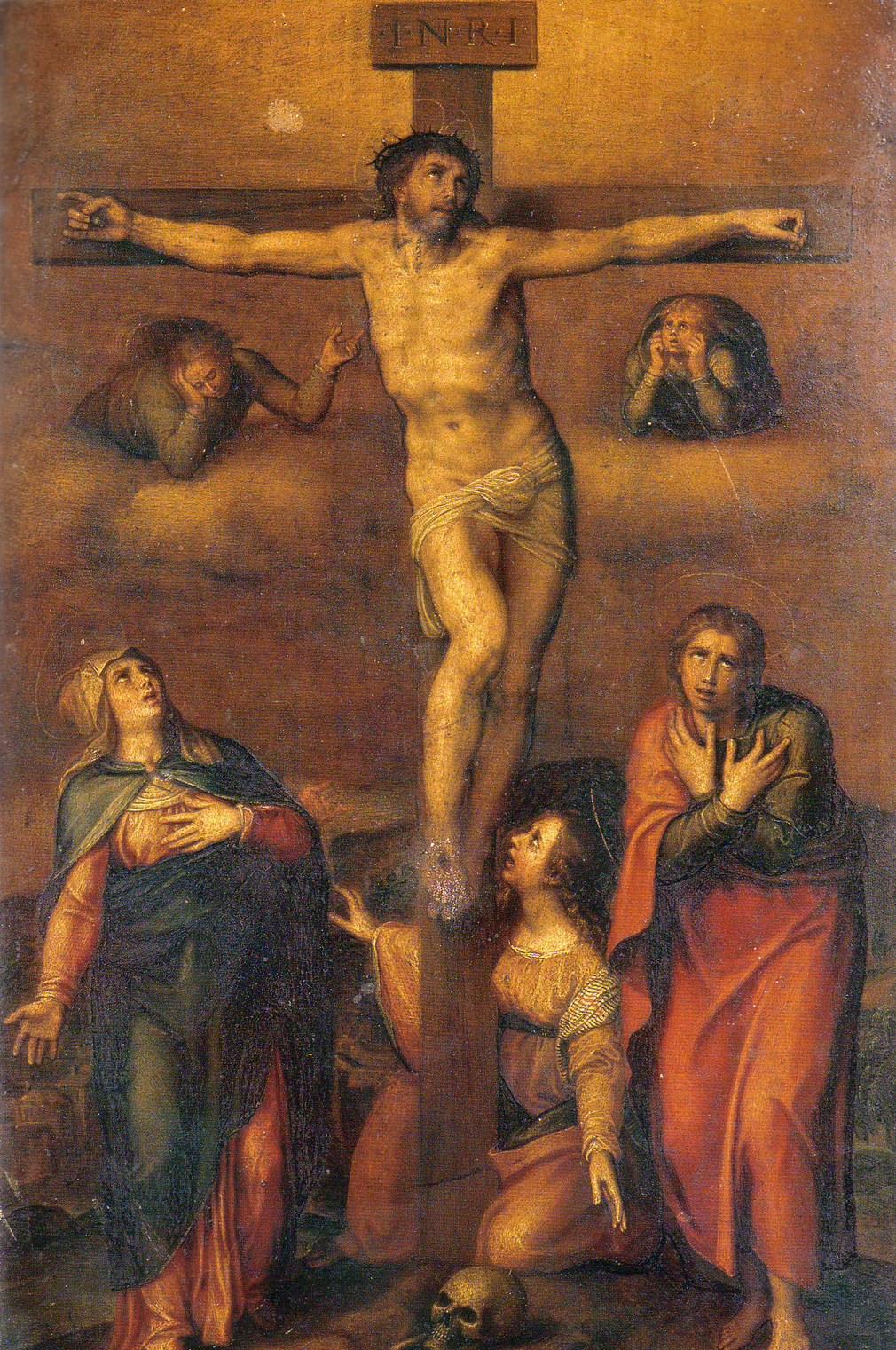
Michelangelo: Ukřižování Krista, 1540

Když Ježíš okusil octa, řekl: „Dokonáno jest.“ A nakloniv hlavu skonal.
— Jan 19, 30 (Kral, ČEP)
Tento výrok se tradičně nazývá „Slovo triumfu (vítězství)“ a teologicky se vykládá jako ohlášení konce Ježíšova pozemského života v očekávání vzkříšení.
Řecké slovo, které se překládá jako „Dokonáno jest“, je tetelestai (τετέλεσται). Verš byl také přeložen jako „Je dokonáno“. Na obchodních dokumentech nebo stvrzenkách se používá pro označení „Dluh je plně splacen“.
Výrok po požití nápoje a těsně před smrtí je zmíněn, ale není výslovně citován, v Markovi – Mk 15, 37 (Kral, ČEP) a Matoušovi – Mt 27, 50 (Kral, ČEP) (v obou se uvádí, že Ježíš „vykřikl mocným hlasem a skonal“).

### 7. Otče, do tvých rukou odevzdávám svého ducha
A Ježíš zvolal mocným hlasem: „Otče, do tvých rukou odevzdávám svého ducha.“ Po těch slovech skonal.
— Lk 23, 46 (Kral, ČEP)
Tento výrok ze Žalmu – Ž 31, 5 (Kral, ČEP), který je oznámením, nikoliv prosbou, se tradičně nazývá „Slovo o sjednocení“ a teologicky se vykládá jako ohlášení Ježíšova připojení k Bohu Otci v nebi.
Slova z Lukáše – Lk 23, 46 (Kral, ČEP) nebo obsáhlejší Žalm – Ž 31, 5 (Kral, ČEP) byla následně připisována jako poslední slova slavných lidí, zejména těch, kteří byli považováni za zbožné křesťany, například mučedníky nebo světce. Patří mezi ně Filip Apoštol (zemřel 80 n. l.), Basil Veliký (379 n. l.), Karel Veliký (zemřel 814), Ansgar (865), Tomáš Becket (1170), Jan Hus (1415), Kryštof Kolumbus (1506), Ludovica Albertoni (1533), Martin Luther (1546), George Wishart (1546), lady Jana Greyová (1554), její otec Jindřich, vévoda ze Suffolku (1555), Tomáš z Villanovy (1555), Marie, královna skotská (1587), Alois Gonzaga (1591), Torquato Tasso (1595), Turibius z Mongroveja (1606), John Bruen (1625), George Herbert (1633), Kovenanti včetně Hugha Mackaila (1666) a Jamese Renwicka (1688) a Christian Friedrich Schwarz (1798).